# Lockhart River Shire
Koordinaten: 12° 47′ S, 143° 21′ O

Das Lockhart River Aboriginal Shire ist ein lokales Verwaltungsgebiet (Local Government Area) im australischen Bundesstaat Queensland. Das Gebiet ist 3575 km² groß und hat etwa 710 Einwohner.

## Geografie
Das Shire liegt an der Ostküste der Kap-York-Halbinsel im Norden des Staats etwa 530 km nördlich von Cairns und 1920 km nördlich der Hauptstadt Brisbane.
Fast alle Einwohner leben in der Siedlung Lockhart River im Nordosten der LGA an der Lloyd-Bucht.

## Geschichte
Südlich der heutigen Siedlung wurde 1924 eine Mission für die Ureinwohner eingerichtet, die während des Zweiten Weltkriegs geschlossen und 1947 wiedereröffnet wurde. 1967 wurde sie in staatliche Verwaltung übergeben und zwanzig Jahre später der dort lebenden Aborigines-Gemeinde überschrieben. 2001 wurde ein großes Gebiet rund um die Mündung des Lockhart River treuhänderisch den Ureinwohnern übertragen und das Shire eingerichtet. Es steht unter eingeschränkter lokaler Selbstverwaltung der Aborigines.

## Verwaltung
Der Lockhart River Council hat fünf Mitglieder. Der Mayor (Bürgermeister) und vier weitere Councillor werden von allen Bewohnern des Shires gewählt. Die LGA ist nicht in Wahlbezirke unterteilt.